# Мецтлі
Мецтлі (Metztli) — бог Місяця, ночі, селян в ацтекській міфології. В деяких міфах ототожнюється з богинями Йоаультекетль (Володарка ночі) і Койольшаукі і бога Текціцекатлєм. Є припущення, що самоназва ацтеків — мешіки походить від імені цього божества.

## Опис
Зображувався молодиком або молодицею (рідше). У книгах та стінних розписах ацтеків символічно зображувався чорним диском або посудом з водою, на якому був обрис кролика. Кролик на диску — алегорія, що позначає Місяць-Мецтлі.

## Міфи
Наділявся значною силою, трохи меншою за Сонце. Спочатку був рівнозначний блиском за Сонце, тоді один з богів жбурнув на Мецтлі кроля, завдяки чому яскравість Місяця зменшилася.
Виступав у двох іпостасях: одна — робить добрі справи, захисниця врожаю та покровителька розвитку взагалі, а друга — носителька вогкості, холоду і отруйних випарів, а також духів, таємничих обрисів у тьмяних сутінках ночі та її гнітючої тиші.
У низці міфів є жіночого роду. Мецтлі (Місяць) призвела Науатля (божества шкірних хвороб) для принесення в жертву, його кинули на похоронне багаття, у полум'ї якого він і згорів. Мецтлі також кинувся у полум'я, і з його (її) смертю над горизонтом зійшло сонце. Вважається, що в цьому міфі йдеться про кінець зоряної ночі й відповідно — про «смерть» Місяця в годину зорі.